# MT Højgaard
MT Højgaard Holding er en dansk bygge- og anlægsvirksomhed. De fem virksomheder i koncernen udfører projekter i hele Danmark samt fokuserede aktiviteter i udlandet. Koncernen blev etableret i 2001, da Monberg & Thorsen og Højgaard & Schultz slog sig sammen. 
Koncernen består i dag af virksomhederne Enemærke & Petersen, MT Højgaard Danmark, MT Højgaard International, MT Højgaard Property Development og Scandi Byg. Koncernens virksomheder er selvstændige med hver deres spidskompetencer. 
Indenfor byggeri udvikler, opfører og renoverer virksomhederne bygninger i hoved-, total- og fagentrepriser samt modulbyggerier for private og offentlige kunder, organisationer og boligselskaber.
Indenfor anlæg og infrastruktur udfører virksomhederne jord- og ramningsprojekter, vandbygning, byggemodning og råhuse. Arbejderne foregår både i Danmark og på udvalgte internationale markeder. 
Koncernen har hovedkontor i Søborg ved København og lokalkontorer fordelt i Danmark og i udlandet. I 2021 omsatte virksomheden for 7,2 mia. kr. og beskæftigede 3.100 medarbejdere.
I MT Højgaard Holdings bestyrelse sidder blandt andet bestyrelsesformand Carsten Dilling og Christine Thorsen. 

## Historie[1]

### Virksomhedens begyndelse
MT Højgaards historie starter i 1918 og 1919, da de to virksomheder, som senere blev sammenlagt til MT Højgaard, blev grundlagt. Først i 1918 da Sven Schultz og Knud Højgaard grundlagde entreprenørvirksomheden Højgaard & Schultz og året efter blev Monberg & Thorsen grundlagt af Axel Monberg og Ejnar Thorsen. 
Det første store projekt for Højgaard & Schultz var etableringen af havnen i Gdynia. Arbejdet her stod på i næsten 10 år og blev fuldendt i 1935. Dette førte til mange nye opgaver for virksomheden både nationalt og internationalt. Samme år fuldendte Monberg & Thorsen deres opførsel af Lillebæltsbroen. 
I 1984 opførte de to virksomheder i samarbejde Farøbroerne, hvor Højgaard & Schultz stod for underbygningen og Monberg & Thorsen stod for overbygningen af broen. Virksomhederne har også arbejdet sammen med at opføre dele af Storebæltsforbindelsen indtil 1994 og igen i 2000, hvor de i samarbejde opførte Øresundsbroen. 

### Sammenlægningen
I 2001 valgte Monberg & Thorsen og Højgaard & Schultz at slå sig sammen til MT Højgaard A/S og bliver således Danmarks største bygge-og anlægsvirksomhed. 
I 2002 projekterer virksomheden en stor del af Ørestaden, hvor de blandt andet får til opgave at bygge Field’s indkøbscenter og en række boligbyggerier. Field’s står klar i 2004 og er ved sin færdiggørelse Skandinaviens største shoppingcenter. 
Gennem årene har MT Højgaard arbejdet på talrige projekter, hvor der blandt andet kan nævnes nyhedsstudierne og koncertsalen i DR Byen, Zoologisk Haves nye savanne og elefanthus og Danmarks første OPP-projekt, Vildbjerg Skole i Herning. Siden da har virksomheden opført mange andre OPP-projekter.
MT Højgaard Holdings virksomheder har også opført projekter i udlandet, blandt andet Hardangerbroen i Norge, Nuuk Center på Grønland og genopbygning af flere havne på Maldiverne.
1. januar 2021 blev virksomheden MT Højgaard A/S opdelt i de tre virksomheder MT Højgaard Danmark, MT Højgaard International og MT Højgaard Property Development. 

## Organisation
Koncernen består af:
- MT Højgaard Danmark - udvikling, opførsel og renovering af bygninger og anlæg i Danmark
- MT Højgaard International - udvikling, opførsel og renovering af bygninger og anlæg på udvalgte internationale markeder
- MT Højgaard Property Development - projektudvikling og offentlig private partnerskaber
- Enemærke & Petersen - nybyggeri, renovering og bygningsledligehold
- Scandi Byg - præfabrikerede modulbyggerier